# Tim O'Brien (musicista)
Timothy O'Brien, detto Tim (Wheeling, 16 marzo 1954), è un polistrumentista e cantautore statunitense.

## Discografia
| Anno | Titolo                                                         | Posizione in classifica | Posizione in classifica | Posizione in classifica | Posizione in classifica | Etichetta     |
| Anno | Titolo                                                         | US Grass                | US Country              | US Heat                 | US Folk                 | Etichetta     |
| ---- | -------------------------------------------------------------- | ----------------------- | ----------------------- | ----------------------- | ----------------------- | ------------- |
| 1984 | Hard Year Blues                                                |                         |                         |                         |                         | Flying Fish   |
| 1988 | Take Me Back                                                   |                         |                         |                         |                         | Sugar Hill    |
| 1991 | Odd Man In                                                     |                         |                         |                         |                         | Sugar Hill    |
| 1992 | Remember Me                                                    |                         |                         |                         |                         | Sugar Hill    |
| 1993 | Oh Boy! O'Boy!                                                 |                         |                         |                         |                         | Sugar Hill    |
| 1994 | Away Out on the Mountain                                       |                         |                         |                         |                         | Sugar Hill    |
| 1995 | Rock in My Shoe                                                |                         |                         |                         |                         | Sugar Hill    |
| 1996 | Red on Blonde                                                  |                         |                         |                         |                         | Sugar Hill    |
| 1997 | When No One's Around                                           |                         |                         |                         |                         | Sugar Hill    |
| 1999 | The Crossing                                                   |                         |                         |                         |                         | Alula Records |
| 2000 | Real Time (con Darrell Scott)                                  |                         |                         |                         |                         | Howdy Skies   |
| 2001 | Two Journeys                                                   |                         |                         |                         |                         | Howdy Skies   |
| 2003 | Traveler                                                       | 8                       | 74                      |                         |                         | Sugar Hill    |
| 2005 | Cornbread Nation                                               | 7                       |                         |                         |                         | Sugar Hill    |
| 2005 | Fiddler's Green                                                | 9                       |                         |                         |                         | Sugar Hill    |
| 2008 | Chameleon                                                      | 6                       |                         |                         |                         | Howdy Skies   |
| 2010 | Chicken & Egg                                                  | 4                       |                         |                         |                         | Howdy Skies   |
| 2012 | Live: We're Usually a Lot Better Than This (con Darrell Scott) | 3                       | 64                      | 35                      |                         | Full Light    |
| 2013 | Memories and Moments (con Darrell Scott)                       | 2                       | 36                      | 9                       | 13                      | Full Light    |